# Wereldbeker schaatsen junioren 2010/2011
De wereldbeker schaatsen junioren 2010/2011 (ISU Junior World Cup Speed Skating 2010/2011) was de derde editie van de Wereldbeker schaatsen junioren. Het seizoen bestond uit vier wedstrijden, waarvan de eerste twee over meerdere continentale evenementen waren uitgesplitst. Alleen het WK Junioren (dat in tegenstelling tot het seizoen 2009/2010 weer meetelde) en de wereldbekerfinale waren met alle continenten gezamenlijk.

## Puntenverdeling
| Plaats                         | 1   | 2   | 3   | 4  | 5  | 6  | 7  | 8  | 9  | 10 | 11 | 12 | 13 | 14 | 15 | 16 | 17 | 18 | 19 | 20 | 21 | 22 | 23 | 24 |
| ------------------------------ | --- | --- | --- | -- | -- | -- | -- | -- | -- | -- | -- | -- | -- | -- | -- | -- | -- | -- | -- | -- | -- | -- | -- | -- |
| Wereldbekerfinale              | 150 | 120 | 105 | 90 | 75 | 67 | 60 | 54 | 48 | 42 | 36 | 32 | 27 | 24 | 21 | 18 | 15 | 12 | 9  | 6  | 4  | 3  | 2  | 1  |
| Wereldkampioenschap            | 100 | 80  | 70  | 60 | 50 | 45 | 40 | 36 | 32 | 28 | 24 | 21 | 18 | 16 | 14 | 12 | 10 | 8  | 6  | 4  | 3  | 2  | 1  |    |
| Regionale wereldbekerwedstrijd | 50  | 40  | 35  | 30 | 25 | 22 | 20 | 18 | 16 | 14 | 12 | 10 | 9  | 8  | 7  | 6  | 5  | 4  | 3  | 2  | 1  |    |    |    |

## Limiettijden
Om te mogen starten in de wereldbeker schaatsen junioren 2010/2011 moet de schaatser aan de volgende limiettijden hebben voldaan.
| Geslacht | 500m  | 1000m   | 1500m   | 3000m   |
| -------- | ----- | ------- | ------- | ------- |
| Jongens  | 40,00 | 1.20,00 | 2.05,00 | 4.20,00 |
| Meisjes  | 44,00 | 1.28,00 | 2.18,00 | 4.55,00 |

## Kalender
| # | Plaats          | Datum                 | 500m | 1000m | 1500m | 3/5km | achtervolging                                   | Extra                                           |
| - | --------------- | --------------------- | ---- | ----- | ----- | ----- | ----------------------------------------------- | ----------------------------------------------- |
| 1 | Calgary         | 19 - 21 november 2010 | 2x   | 1x    | 1x    | 1x**  |                                                 | Regionale wedstrijd Noord-Amerika, halve punten |
| 1 | Tomakomai       | 20 - 21 november 2010 | 2x   | 1x    | 1x    | 1x**  | Regionale wedstrijd Azië, halve punten          |                                                 |
| 1 | Zakopane        | 27 - 28 november 2010 | 2x   | 1x    | 1x    | 1x**  | Regionale wedstrijd Europa, halve punten        |                                                 |
| 2 | Baselga di Pinè | 29 - 30 januari 2011  | 2x   | 1x    | 1x    | 1x**  |                                                 | Regionale wedstrijd Europa, halve punten        |
| 2 | Milwaukee       | 4 - 6 februari 2011   | 2x   | 1x    | 1x    | 1x**  | Regionale wedstrijd Noord-Amerika, halve punten |                                                 |
| 3 | Seinäjoki       | 25 - 27 februari 2011 | 2x   | 1x    | 1x    | 1x*   | 1x                                              | Tevens WK Junioren                              |
| 4 | Groningen       | 5 - 6 maart 2011      | 1x   | 1x    | 1x    | 1x**  | 1x                                              | Wereldbekerfinale, bonuspunten                  |

* 3000m voor de meisjes, 5000m voor de jongens.
** 3000m voor de meisjes en voor de jongens.

## Uitslagen

### Meisjes
| Wedstrijden              |                                                     |                             |                             |                         |                       |
|                          | 500m                                                | 1000m                       | 1500m                       | 3000m                   | achtervolging         |
| Noord-Amerika: Calgary   | Brianne Tutt (39,90) Brianne Tutt (39,82)           | Brianne Tutt (1.18,78)      | Kali Christ (2.00,20)       | Brianne Tutt (4.17,89)  | niet op het programma |
| Azië: Tomakomai          | Erina Kamiya (40,16) Kim Hyeon-yeong (40,11)        | Misaki Oshigiri (1.21,49)   | Kim Bo-reum (2.07,32)       | Kim Bo-reum (4.28,66)   | niet op het programma |
| Europa: Zakopane         | Jekaterina Ajdova (40,12) Jekaterina Ajdova (40,48) | Lotte van Beek (1.21,54)    | Pien Keulstra (2.05,05)     | Pien Keulstra (4.26,68) | niet op het programma |
| Europa: Baselga          | Yvonne Daldossi (40,42) Doreen Lamb (40,44)         | Lotte van Beek (1.20,95)    | Lotte van Beek (2.04,61)    | Pien Keulstra (4.27,39) | niet op het programma |
| Noord-Amerika: Milwaukee | Kali Christ (40,60) Kali Christ (40,51)             | Kali Christ (1.20,15)       | Kali Christ (2.03,38)       | Petra Acker (4.28,25)   | niet op het programma |
| WK Junioren: Seinäjoki   | Jekaterina Ajdova (40,31) Karolína Erbanová (40,34) | Karolína Erbanová (1.21,41) | Karolína Erbanová (2.03,86) | Park Do-yeong (4.21,51) | Zuid-Korea (3.14,95)  |
| Groningen                | Jekaterina Ajdova (39,99)                           | Jekaterina Ajdova (1.20,18) | Kim Bo-reum (2.03,03)       | Kim Bo-reum (4.20,34)   | Japan (3.13,57)       |
| Eindklassement           |                                                     |                             |                             |                         |                       |
|                          | 500m                                                | 1000m                       | 1500m                       | 3000m                   | achtervolging         |
| Goud                     | Jekaterina Ajdova                                   | Lotte van Beek              | Pien Keulstra               | Pien Keulstra           | Japan                 |
| Zilver                   | Kim Hyeon-yeong                                     | Jekaterina Ajdova           | Kim Bo-reum                 | Kim Bo-reum             | Canada                |
| Brons                    | Doreen Lamb                                         | Kim Hyeon-yeong             | Kali Christ                 | Jessica Beckert         | Verenigde Staten      |

### Jongens
| Wedstrijden              |                                                        |                                       |                                 |                                   |                       |
|                          | 500m                                                   | 1000m                                 | 1500m                           | 3/5km                             | achtervolging         |
| Noord-Amerika: Calgary   | Martin Corbett (37,09) Valentin Antonio Anghel (36,43) | Alec Janssens (1.12,08)               | Alec Janssens (1.51,25)         | Valentin Antonio Anghel (3.55,70) | niet op het programma |
| Azië: Tomakomai          | Kim Sung-kyu (36,38) Kim Sung-kyu (36,34)              | Kim Sung-kyu (1.14,21)                | Li Bailin (1.54,55)             | Ko Tae-hoon (4.06,60)             | niet op het programma |
| Europa: Zakopane         | Pavel Koelizjnikov (37,12) Pavel Koelizjnikov (37,05)  | Maurice Vriend (1.12,94)              | Sverre Lunde Pedersen (1.50,94) | Frank Hermans (3.52,53)           | niet op het programma |
| Europa: Baselga          | David Bosa (36,91) Tommi Pulli (36,72)                 | Maurice Vriend (1.12,67)              | Maurice Vriend (1.49,20)        | Simen Spieler Nilsen (3.49,59)    | niet op het programma |
| Noord-Amerika: Milwaukee | Joseph Blumel (37,43) Martin Corbett (36,80)           | Martin Corbett (1.12,91)              | Alec Janssens (1.52,88)         | Alec Janssens (3.58,84)           | niet op het programma |
| WK Junioren: Seinäjoki   | Kim Sung-kyu (36,68) Kim Sung-kyu (36,77)              | Kim Sung-kyu (1.13,95)                | Sverre Lunde Pedersen (1.54,72) | Sverre Lunde Pedersen (6.51,09)   | Nederland (4.11,30)   |
| Groningen                | Kim Sung-kyu (36,25)                                   | Håvard Holmefjord Lorentzen (1.13,02) | Maurice Vriend (1.53,05)        | Frank Hermans (3.54,56)           | Nederland (3.58,91)   |
| Eindklassement           |                                                        |                                       |                                 |                                   |                       |
|                          | 500m                                                   | 1000m                                 | 1500m                           | 3/5km                             | achtervolging         |
| Goud                     | Kim Sung-kyu                                           | Maurice Vriend                        | Maurice Vriend                  | Frank Hermans                     | Nederland             |
| Zilver                   | Denis Koval                                            | Kim Sung-kyu                          | Håvard Holmefjord Lorentzen     | Maurice Vriend                    | Noorwegen             |
| Brons                    | Laurent Dubreuil                                       | Håvard Holmefjord Lorentzen           | Thomas Krol                     | Kristian Reistad Fredriksen       | Japan                 |

### Medaillespiegel
| Pos. | Land             | Goud | Zilver | Brons | Totaal |
| ---- | ---------------- | ---- | ------ | ----- | ------ |
| 1    | Nederland        | 7    | 1      | 1     | 9      |
| 2    | Zuid-Korea       | 1    | 4      | 1     | 6      |
| 3    | Kazachstan       | 1    | 1      | 0     | 2      |
| 4    | Japan            | 1    | 0      | 1     | 2      |
| 5    | Noorwegen        | 0    | 2      | 2     | 4      |
| 6    | Canada           | 0    | 1      | 2     | 3      |
| 7    | Rusland          | 0    | 1      | 0     | 1      |
| 8    | Duitsland        | 0    | 0      | 2     | 2      |
| 9    | Verenigde Staten | 0    | 0      | 1     | 1      |